# Risoba wittstadti
Risoba wittstadti is een soort mot van de familie visstaartjes. De soort komt voor op Sumatra.